# L'Imprécateur (film)
Pour le roman, voir L'Imprécateur.
Pour plus de détails, voir Fiche technique et Distribution.
L’Imprécateur est un film français de Jean-Louis Bertuccelli sorti en 1977, d’un scénario adapté du roman L’Imprécateur de René-Victor Pilhes, publié en 1974.

## Synopsis
Paris, tour Montparnasse, siège de la multinationale Rosserys & Mitchell. À la suite de la mort d'Arangrude, un cadre de l'entreprise, des messages anonymes visant la compagnie circulent dans tous les bureaux, semant l'inquiétude et le désordre. Plusieurs dirigeants décident de se lancer dans la chasse au mystérieux imprécateur. Tandis que soupçons et paranoïa s'emparent progressivement de tous, d'inquiétantes fissures menacent les fondations même de l'immeuble.

## Fiche technique
- Titre : L'Imprécateur
- Réalisation : Jean-Louis Bertuccelli, assisté de Jean-Claude Sussfeld et John Lvoff
- Scénario : Stephen Becker et Jean-Louis Bertuccelli, d'après le roman L'Imprécateur de René-Victor Pilhes
- Costumes : Catherine Leterrier
- Photographie : Andréas Winding
- Décors : Théobald Meurisse
- Musique : Richard Rodney Bennett
- Son : Jean-Pierre Ruh
- Affiche : René Ferracci
- Sociétés de production : Action Films et Citel Films
- Pays d'origine :  France
- Langue de tournage : français
- Format : couleur - 1,66:1 - Son mono - 35 mm
- Genre : drame
- Durée : 102 minutes
- Date de sortie : France : 7 septembre 1977

## Production
Le roman dont est tiré le film, grand succès littéraire, comme d'autres œuvres culturelles de 1974, se nourrit du fait que la France subit une crise économique résultant du choc pétrolier actant la fin des trente glorieuses. Les patrons ne sont guère aimés au cinéma à l'époque vu leurs représentations dans Pas de problème !, Le téléphone rose, Le Diable dans la boîte, Mado et Le Corps de mon ennemi. Jean-Louis Bertuccelli collabora avec René-Victor Pilhes qui réécrivit son roman pour en faire un scénario. La première version durait six heures, les producteurs en exigent une durée maximale de deux heures.
Jean-Louis Bertuccelli est séduit par le roman, qui lui fut conseillé par Louis Daquin, et négocie les droits d'adaptation. Il fut choisi face à Édouard Molinaro, Louis Malle et Costa-Gavras. Mais il lui manque un producteur et des financements, il tourna des publicités, permettant d'avoir une vision des multinationales de L'Imprécateur. Il réalisa un film de commande, Docteur Françoise Gailland, un succès au box-office, lui permettant de débloquer la situation avec les producteurs Yves Gasser et Yves Peyrot qui collaborent de nouveau avec lui pour L'Imprécateur.

## Distribution
- Jean-Pierre Marielle : Roustev
- Jean Yanne : Le directeur des relations humaines
- Michel Piccoli : Saint-Ramé
- Jean-Claude Brialy : Le Rantec
- Michael Lonsdale : Abéraud
- Marlène Jobert : Mme Arangrude
- Robert Webber : Le cadre américain
- Charles Cioffi : Ralph Mac Ganter
- Noëlle Adam : Mme Saint-Ramé
- Anton Diffring : Ronson
- Christine Pascal : Betty Saint-Ramé
- Virginie Billetdoux : Simone, la secrétaire
- Philippe Brigaud : Selis
- Gérard Caillaud : Chavegnac
- Pierre Haudebourg : Samueru
- Gérard Hérold : Térenne
- Jean-Claude Montalban : Yritieri
- Jean-Paul Muel : Fournier
- Philippe Rouleau : Vasson
- Daniel Sarky : Portal
- Michel Subor : Brignon
- Michel Peyrelon : Bourdon, le monsieur de l'autobus
- André Rouyer : Rumin, le délégué syndical
- Carl Studer : Voster
- Jean Boutelis
- Liza Braconnier
- Henri Coutet
- Yvonne Dany
- Nicole Desailly
- Max Desrau
- Michel Duplaix
- Gilles Durieux
- Marcel Gassouk
- Michel Labey
- Philippe Lehembre
- Raymond Malfray
- Albert Michel
- Jacques Plée
- Sady Rebbot
- Julien Thomast
- Maurice Vallier

## Distinction

### Nomination
- 1978 : Andréas Winding nommé pour le César de la meilleure photographie